# Ready for the House
Albums de Jandek
Ready for the House
(1978) Six and Six
(1981)
Ready for the House est le premier album de Jandek. Il est sorti en 1978 sur le label Corwood Industries et porte le numéro de catalogue 0739 (ce nombre n’a pas de signification particulière d’après l’artiste). À l’époque, il a été pressé à 1000 unités et vendu à quelques exemplaires à peine. Ces dernières années, il a fait l’objet de trois rééditions en CD : en 1999, 2000 et 2005 (une note de Corwood, accompagnant cette dernière, précisait que l’album avait été remastérisé et que les autres versions étaient par conséquent « obsolètes ». Elle est identifiable par un code-barres sur la couverture arrière).
À l’origine, l'album est enregistré sous le nom The Units. Il est ensuite crédité du nom de Jandek après que Scott Ryser, membre d'un groupe de new wave californien du même nom, ait demandé à Corwood Industries de renoncer à cette appellation.
L’album est passé inaperçu pendant deux ans jusqu’à ce que Phil Milstein se penche sur le cas pour le moins particulier de cette production dans le magazine Op. Dans son article, le journaliste rapproche la musique et la démarche des Units à celle d’artistes tels que The Shaggs ou The Legendary Stardust Cowboy. Il y dépeint une œuvre empreinte de solitude et souligne l’originalité de son langage musical.
La singularité de cet album réside également dans le graphisme simple et laconique de sa pochette et notamment dans sa photographie de couverture qui peut être envisagée, à la vue du reste de la discographie, comme la première pièce du puzzle que constitue l'épais mystère qui entoure l’artiste — car jusqu’à très récemment, les auditeurs étaient incapables de mettre un visage avec certitude sur la musique de Jandek malgré l'apparition d'une personne sur la pochette du deuxième album. Outre ces qualités visuelles indéniables, elle est la matrice à partir de laquelle toutes les autres photographies servant de couverture seront élaborées. Et en ce sens, elles se révéleront d‘abord indissociables les unes des autres puis de sa production musicale.

## Titres de l’album
| No | Titre                                 | Durée |
| -- | ------------------------------------- | ----- |
| 1. | Naked in the Afternoon                | 4:51  |
| 2. | First You Think Your Fortune's Lovely | 8:10  |
| 3. | What Can I Say, What Can I Sing       | 4:51  |
| 4. | Show Me the Way, O Lord               | 4:18  |
| 5. | Know Thy Self                         | 2:38  |
| 6. | They Told Me About You                | 4:33  |
| 7. | Cave In on You                        | 4:26  |
| 8. | They Told Me I Was A Fool             | 5:08  |
| 9. | European Jewel (Incomplete)           | 4:56  |

## Détails
- Le livre qui se trouve au centre de la photographie, sur l’appui de fenêtre, a été identifié comme étant l’œuvre de Christopher Marlowe, The Complete Plays.
- La couverture avant se résume à une unique photographie sans typographie. La couverture arrière, quant à elle, est composée en différentes polices de caractères de couleur noire sur un fond blanc (les mêmes, à quelques très rares exceptions, que Corwood utilise encore aujourd'hui). Elle ne comporte ni crédit (pas même lorsque Jandek collaborera avec d’autres artistes à l'instar de ses albums live) ni information susceptible de nous en apprendre davantage. On y trouve simplement le nom de l’artiste, le titre de l’album, la liste des chansons et l’adresse de la boîte postale du label (un des rares moyens pour se procurer les albums jusqu’à l’apparition du commerce en ligne. Un code-barres a d'ailleurs fait son apparition ces dernières années). Toutes ces informations se retrouvent au verso de la couverture avant (pour l’édition CD) et sur la rondelle bleue du disque. Ce canevas sera appliqué à tous les albums.

## Liens
(fr) La chronique de Ready for the House